# Directissime
En alpinisme, une directissime  est la voie d'ascension la plus directe depuis la base de la paroi jusqu'au sommet.
A la différence d'une voie directe qui peut louvoyer de part et d'autre de la ligne idéale verticale, la directissime suit un itinéraire le plus proche possible du fil à plomb, sous le sommet, en affrontant les difficultés sans les contourner, nécessitant parfois l'utilisation de moyens artificiels.

## Histoire
Aux origines de l'alpinisme, seul le sommet comptait indépendamment de l'itinéraire. Les alpinistes se sont ensuite intéressés aux arêtes puis aux faces à partir du milieu de XIXe siècle et enfin aux voies directes et aux directissimes. Celles-ci se justifiaient au départ par l'élégance de leur tracé mais par la suite certaines d'entre elles nécessitèrent des moyens techniques controversés tels que les pitons à expansion.

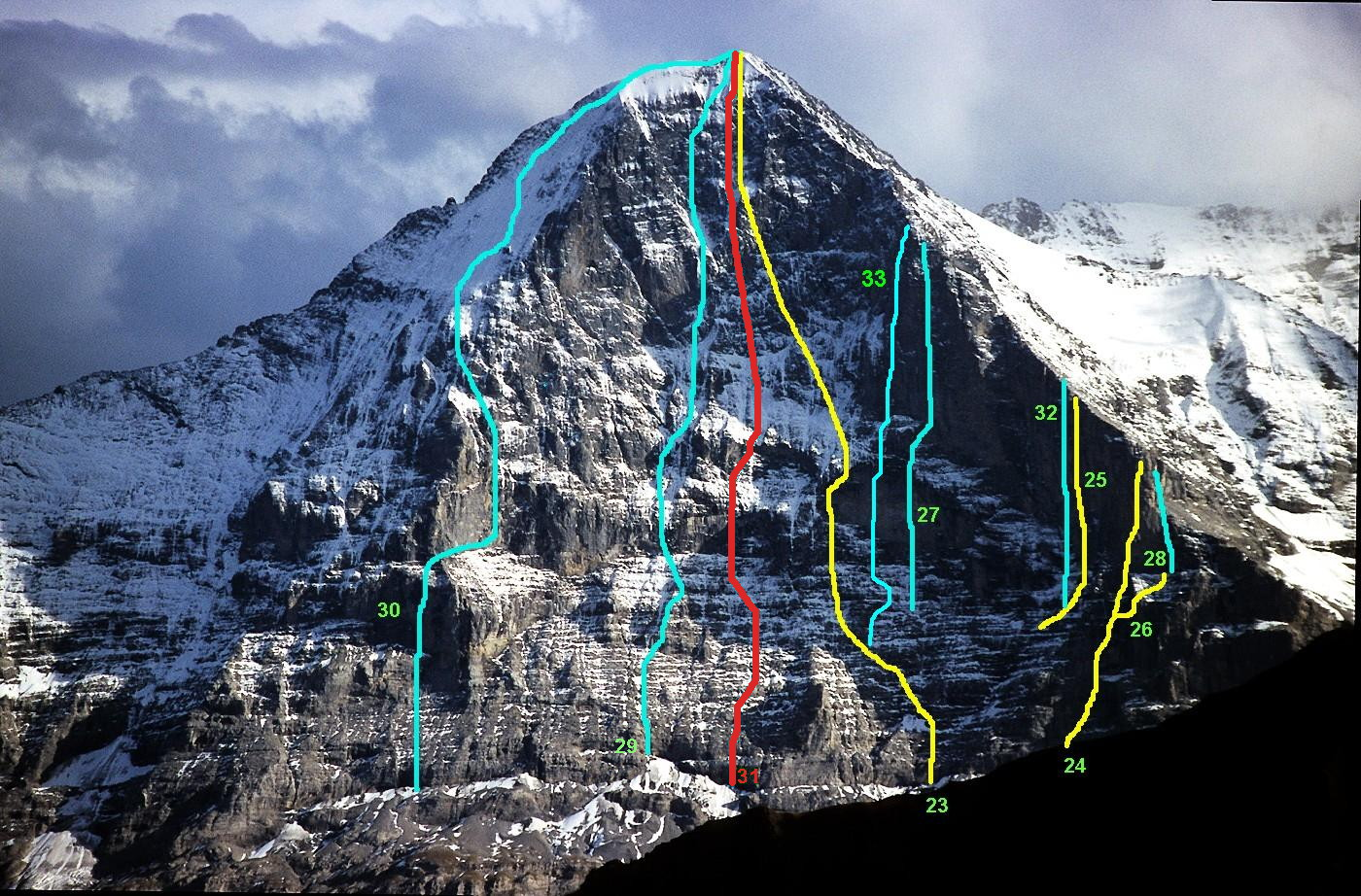
Exemple de directissime : la voie n°31, en rouge, située au milieu de la face nord de l'Eiger (Directissime russe).